# Federació Internacional de Robòtica
La Federació Internacional de Robòtica (en anglès, International Federation of Robotics) és una organització paraigua sense ànim de lucre creada en 1987 amb l'objectiu de fomentar, reforçar i protegir la indústria robòtica arreu del món. La seu d'esta organització es troba a Frankfurt, Alemanya.

## Activitats
L'objectiu principal de la IFR és el foment de la investigació, el desenvolupament, l'ús i la cooperació internacional en el camp de la robòtica, tant en la robòtica industrial com en la robòtica de serveis. També és una entitat organitzadora del Simposi Internacional de Robòtica, una de les conferències més importants sobre investigació robòtica, fundada en 1970.

## Membres
Actualment la majoria de fabricants de robots industrials són membres de la IRF, incloent aquelles que estan representades per les seues associacions nacionals:
| País            | Nom de l'associació                                               | Lloc web                                |
| --------------- | ----------------------------------------------------------------- | --------------------------------------- |
| Alemanya        | VDMA Robotics + Automation (VDMA R+A)                             | https://www.vdma.org/robotik-automation |
| Corea del Sud   | Korea Association of Robot Industry (KAR)                         | http://www.korearobot.or.kr/wp/         |
| Dinamarca       | Danish Industrial Robot Association (DIRA)                        | http://www.dira.dk/                     |
| Espanya         | Asociación Española de Robótica y Automatización (AER Automation) | https://www.aer-automation.com/         |
| Estats Units    | Robotic Industries Association (RIA)                              | https://www.automate.org/robotics       |
| França          | Syndicat des machines et technologies de production (Symop)       | https://www.symop.com/                  |
| Itàlia          | Associazione Italiana di Robotica e Automazione (SIRI)            | https://www.robosiri.it/                |
| Japó            | Japan Robot Association (JARA)                                    | https://www.jara.jp/                    |
| Noruega         | Norwegian Society of Electrical and Automatic Control (NFEA)      | https://nfea.no/                        |
| Regne Unit      | British Automation & Robotics Association (BARA)                  | http://www.bara.org.uk                  |
| R.P. de la Xina | China Robot Industry Alliance (CRIA)                              | http://cria.mei.net.cn/                 |
| Rússia          | Russian Association of Robotics (RAR)                             | https://www.robotunion.ru/              |
| Suècia          | Swedish Industrial Robot Association (SWIRA)                      | https://swira.se/                       |
| Suïssa          | Swiss Technology Network (SwissTnet)                              | https://www.swisst.net/                 |
| Taiwan          | Taiwan Automation Intelligence and Robotics Association (TAIROA)  | https://www.tairoa.org.tw/              |
| Turquia         | Industrial Automation Manufacturers Association (ENOSAD)          | http://enosad.org.tr/tr                 |